# Ivan Amulić
Ivan Amulić, Ivo (Kostanje kod Splita, 11. ožujka 1911. — Zagreb, 26. kolovoza 1973.), hrvatski političar, član KPH i prvi predsjednik NOO Splita od 6. travnja 1942. godine.
Rodio se u siromašnoj poljodjelskoj obitelji. Od 1929. do 1935. radio je u Seraingu (Belgija) kao rudar i građevinski radnik. Tamo se učlanio u KP Belgije i postao član sekretar Saveza revolucionarnih radnika i seljaka iz Jugoslavije u Belgiji.
Godine 1935. odlazi u Moskvu na Lenjinov univerzitet, a dvije godine kasnije vraća se u Jugoslaviju i pridružuje KPJ u Dalmaciji. Godine 1940. izabran je u CK KPH.
Za vrijeme Drugog svjetskog rata među glavnim je organizatorima oružane borbe u Dalmaciji protiv okupatora i domaćih kvislinga te se istakao u učvršćivanju rada KPH u Dalmaciji. U ime PK KPH rukovodio je organiziranjem Splitskog partizanskog odreda, a bio je i prvi predsjednik NOO Splita (1942.). Od 1943. do kraja NOB-a obavljao je odgovorne funkcije u organima KPH na Kordunu, Baniji i u Slavoniji. Nakon rata bio je član vlade NRH, pomoćnik saveznog sekretara za rad, zastupnik u Saboru SRH, član CK KPH i rukovodilac nekoliko republičkih ustanova.